# Garou (альбом)
«Garou» — третій студійний альбом канадського співака Гару. Реліз відбувся 3 липня 2006 року.

## Список композицій
1. "Le temps nous aime" (Jacques Veneruso) — 3:26
2. "Je suis le même" (Tino Izzo, Diane Cadieux) — 3:29
3. "Plus fort que moi" (Frédéric Doll, David Gategno) — 3:01
4. "L'injustice" (Pascal Obispo) — 5:17
5. "Que le temps" (Sandrine Roy, Sylvain Michel) — 3:58
6. "Même par amour" (Patrice Guirao, Pascal Obispo) — 3:24
7. "Dis que tu me retiendras" (Diane Cadieux, Tino Izzo) — 3:37
8. "Trahison" (Aldo Nova, Johan Bobäck, Joachim Nilsson, Luc Plamondon) — 3:58
9. "Milliers de pixels" (Tino Izzo, Diane Cadieux) — 3:33
10. "Je suis debout"  (Jacques Veneruso) — 3:26
11. "Viens me chercher" (Jean-Jacques Goldman, Jacques Veneruso) — 3:32
12. "Quand je manque de toi" (Jacques Veneruso) — 3:29

## Чарти
Тижневі чарти
| Чарт (2006)                                | Позиція |
| ------------------------------------------ | ------- |
| Бельгія (Валлонія) (Ultratop)              | 1       |
| Канада (Canadian Albums Chart) (Billboard) | 6       |
| Франція (SNEP)                             | 1       |
| Польща (ZPAV)                              | 24      |
| Швейцарія (Schweizer Hitparade)            | 5       |

## Сертифікація та продажі
| Країна         | Сертифікат (таблиця продажів та сертифікатів) | Продажі  |
| -------------- | --------------------------------------------- | -------- |
| Франція (SNEP) | Платина                                       | +217,000 |